# Turisme a Ruanda
El turisme a Ruanda està augmentant ràpidament. En 2010, 666,000 turistes visitaren el país. Això va generar ingressos turístics de 200 milions de dòlars, un augment del 14% respecte a 2009. Per tal de situar Ruanda en el mapa mundial com a destinació turística de primera classe, la Rwanda Development Board (RDB) va signar un acord de tres anys amb l'equip de futbol de Londres, Arsenal Football Club per ajudar a construir la indústria turística del país.

## Turisme de vida salvatge
Ruanda es troba a l'Àfrica Central (però la majoria dels habitants viuen al costat de l'Àfrica oriental) i té molta història i bellesa natural. Els grups de viatge estan guiats per una guia amb experiència especialitzada en ensenyar als altres sobre el paisatge i la fauna de Ruanda. Les expedicions visiten volcans, cascades i selva tropical que són la llar de molts animals africans.
Ruanda és la llar d'una gran diversitat d'animals, inclòs el goril·la de muntanya i el parc natural més gran del món per a hipopòtams, es creu que hi ha uns 20.000. Tot i que Ruanda continua sent un país en desenvolupament, té bastants hotels i el seu nou interès internacional pel turisme està ajudant al creixement econòmic.
Les bosses de plàstic estan prohibides a Ruanda i es demana als turistes que no les portin al país.